# Offences against the State Acts

Les Offences against the State Acts (français : Lois relatives aux atteintes à la sûreté de l'État) sont un ensemble de lois antiterroristes irlandaises votées par l'Oireachtas en 1939 et modifiées en 1972, 1985 et 1998.
La première loi est introduite par Éamon de Valera en 1939 en réaction à une nouvelle campagne de l'Irish Republican Army. Elle donne des pouvoirs étendus à la Garda Siochana (interdiction de rassemblements, d'organisations, de journaux,…) et permet la mise en place des tribunaux sans jury, les Special Criminal Courts et d'internement sans procès en cas de risque de troubles à l'ordre public. Jusqu'à la fin du conflit nord-irlandais, les républicains - et notamment ceux membres de groupes paramilitaires tels que l'IRA provisoire - seront inquiétés régulièrement.
La législation est modifiée en 1998 à la suite de l'attentat d'Omagh.